# Benigno Aquino III
Pour les articles homonymes, voir Aquino (homonymie) et Benigno Aquino.
Benigno Aquino III, dit Noynoy, né le 8 février 1960 à Manille (Philippines) et mort le 24 juin 2021 à Quezon City (Philippines),, est un homme d'État philippin.
Fils de l'ex-présidente Corazon Aquino (1933-2009) et de l'ancien sénateur Benigno Aquino Jr. (1932-1983), il est membre du Parti libéral. Diplômé de l'université Ateneo de Manille, il est blessé par des soldats rebelles dans une tentative de coup d'État manqué lors de la présidence de sa mère. En 1998, il est élu à la Chambre des représentants en tant que représentant du 2e arrondissement de la province de Tarlac au 11e Congrès des Philippines. En 2007, il est élu au Sénat lors du 14e Congrès des Philippines. Il est président de la République des Philippines du 30 juin 2010 au 30 juin 2016 où il est remplacé par Rodrigo Duterte.
Il est le frère de la présentatrice de télévision et actrice Kris Aquino (en).

## Biographie
Benigno Aquino III est né le 8 février 1960 à Manille. Il est le troisième de cinq enfants et seul fils de Benigno et Corazon Aquino. Son père est au moment de sa naissance vice‑gouverneur de la province de Tarlac et sa mère femme au foyer. Après ses études secondaires, il entreprend des études d'économie à l'université Ateneo de Manila. Son père a entre-temps, développé une farouche opposition à Ferdinand Marcos et ce dès le début de la présidence de ce dernier. Après la proclamation de l'état de siège le 21 septembre 1972, le sénateur est l'une des premières personnes arrêtées. Après avoir obtenu un bachelor of arts en 1981, il part pour les États-Unis où la famille s'est réfugiée depuis mai 1980. En 1983, peu de temps après l'assassinat de son père, il retourne aux Philippines et y joue un rôle actif dans l'Association pour le progrès social, un organisme sans but lucratif pour la lutte contre la pauvreté. De 1985 à 1986, il est superviseur des ventes pour Mondragon Industries Philippines, Inc.
Le 28 août 1987, durant la présidence de sa mère, il est blessé lors d'une tentative de coup d’État menée par Gregorio Honasan. Trois de ses gardes du corps sont tués dans l'incident, et un quatrième est blessé.
De 1986 à 1993, il est vice-président et directeur général de l'Agence de sécurité Best Corporation, une société de son oncle Oreta Anolin. Par la suite, il travaille de 1993 à 1998 dans la centrale Azucera Tarlac.

### Carrière politique
En 1998, il est élu député de la deuxième circonscription de la province de Tarlac. Il y est réélu en 2001, puis en 2004. Durant son troisième mandat, il est deputy speaker du 8 novembre 2004 au 21 février 2006, date à laquelle il renonce à ce poste et rejoint son parti, le Parti libéral, dans son appel à la démission de la présidente Gloria Macapagal-Arroyo, soupçonnée d'avoir remporté les élections de juin 2004 par une fraude.
En 2007, il ne peut plus se représenter à la députation. Il se présente aux élections de mi-mandat au Sénat des Philippines, pour la coalition de l'Opposition véritable (Genuine Opposition), incluant le Parti libéral, avec le soutien de sa sœur Kris, animatrice de débats télévisés, et de sa mère et ancienne présidente, Corazon. Il termine sixième du pays et est élu sénateur le 15 mai 2007. Il prend ses fonctions le 30 juin.
Quelques mois avant la mort de sa mère Corazon Aquino en août 2009, sa candidature à la présidence est suggérée et fait l'objet d'une pétition. Begnino Aquino est initialement réticent mais le 1er septembre, le chef du Parti libéral Mar Roxas annonce dans une conférence de presse renoncer à ses propres ambitions présidentielles en faveur de Begnino Aquino. Aquino se présente alors comme candidat du Parti libéral sous le slogan Kung walang corrupt, walang mahirap (Sans corruption, moins de pauvreté).

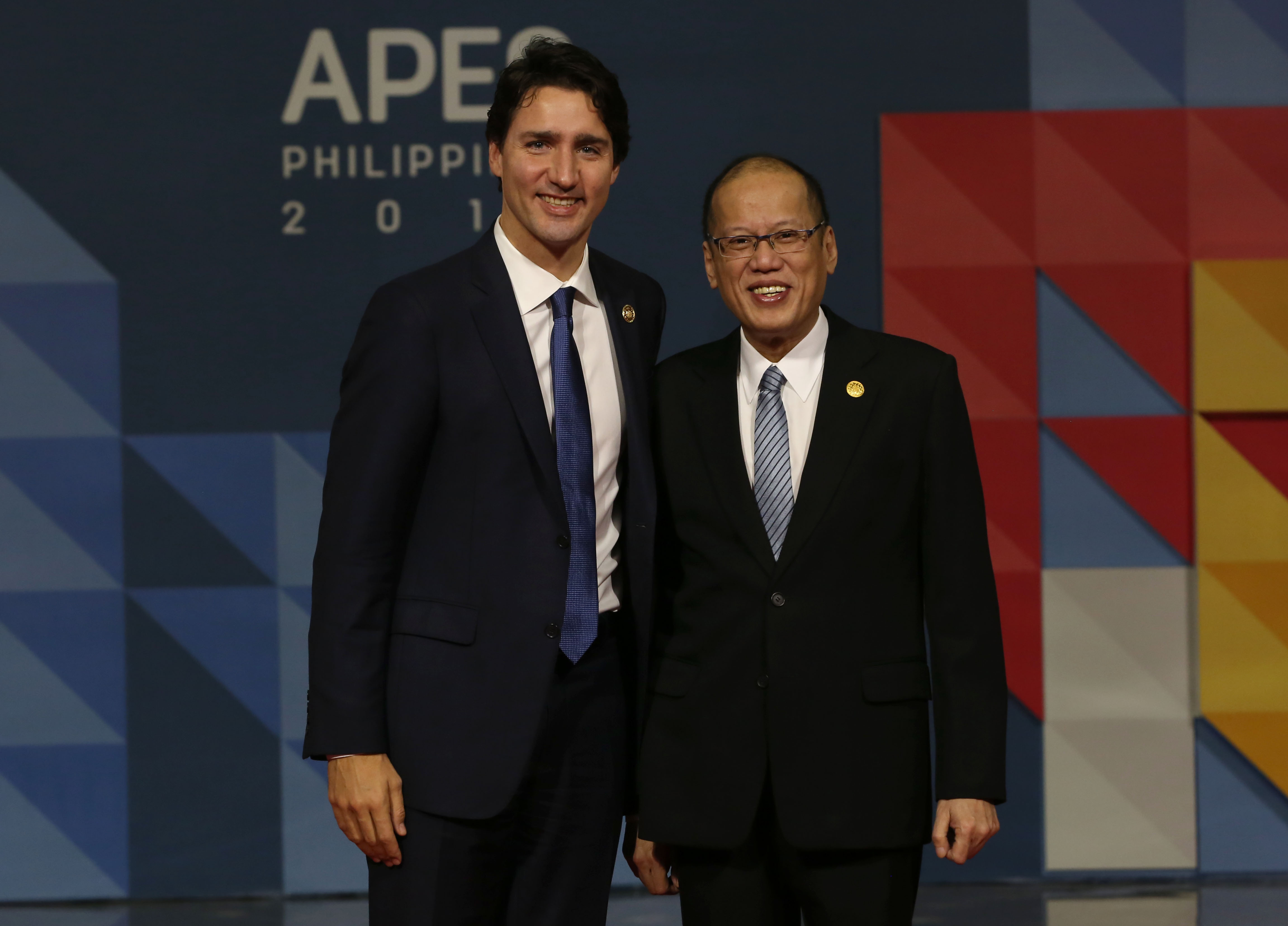
Benigno Aquino III et le Premier ministre du Canada Justin Trudeau, en 2015.

Il est élu 15e président des Philippines le 10 mai 2010 avec 42,08 % des voix, devançant l'ancien président Joseph Estrada, ayant obtenu 26,25 % des suffrages. Il prend ses fonctions le 30 juin 2010, après validation du résultat de l'élection par le Congrès le 9 juin 2010.
Rodrigo Duterte lui succède le 30 juin 2016 comme président des Philippines, à la suite des résultats de l'élection présidentielle du 9 mai 2016.
À la suite de la mort de Benigno Aquino III, son successeur Rodrigo Duterte décrète un deuil national de dix jours.

## Distinctions
- Collier de l'ordre pro Merito Melitensi (3 mars 2015 par le grand-maitre Matthew Festing[8])